# Offenes Format
Ein offenes Format ist eine publizierte Spezifikation zum Speichern digitaler Daten, welche ohne rechtliche oder technische Einschränkungen genutzt werden kann.
Die Entwicklung offener Formate steht üblicherweise unter der Aufsicht eines offen zugänglichen Gremiums. Offene Formate müssen sowohl von proprietärer als auch von freier Software beziehungsweise Open-Source-Software implementierbar sein. Offene Formate, Datenformate wie Container, sind eine Untermenge offener Standards.
Das Primärziel von Formatoffenheit ist es, den ungehinderten Umgang mit Daten zu ermöglichen, ohne rechtliche (zum Beispiel Lizenzen) oder technische (zum Beispiel DRM) Restriktionen oder Abhängigkeiten zu kreieren. Ein häufig formuliertes Sekundärziel ist es, Wettbewerb zu ermöglichen, da die Nutzung proprietärer digitaler Formate leicht zum sogenannten Vendor Lock-in führen kann. Regierungen zeigen zunehmend Interesse am Einsatz offener Formate.
Im Gegensatz zu offenen Formaten stehen proprietäre Formate, welche meist durch Firmen definiert wurden. So fließen häufig neben technischen auch kommerzielle Interessen in die Ausgestaltung proprietärer Formate ein.
Problematisch ist auch, wenn das Geheimwissen um die Spezifikation proprietärer Formate verloren geht und sich langzeitarchivierte Dateien nicht mehr öffnen lassen.

## Beispiele offener Formate
- CrossCrypt und dm-crypt (ein Containerformat für verschlüsselte Datenträger)
- CSV textbasiertes Tabellen-Format
- DAISY-Hörbuch (ein Hörbuchformat)
- DVI (eine Seitenbeschreibungssprache)
- DjVu (ein Bildformat)
- FLAC (ein Audioformat)
- FreeOTFE (ein Containerformat für verschlüsselte Datenträger)
- HTML/XHTML (eine Beschreibungssprache)
- LaTeX (eine Dokumentbeschreibungssprache)
- mzML (ein Massenspektrometrieformat)[6]
- MP3[7] (seit Mai 2017)
- nmrML (für Kernresonanzspektroskopie)[6]
- Office Open XML (für Office-Dokumente)
- Ogg (Containerformat)
- Ogg Writ (ein Codec für animierten Text)
- OpenDocument (für Office-Dokumente)
- OpenEXR (ein Bildformat)
- Opus (ein Audioformat)
- PNG (ein Bildformat)
- SVG (ein Bildformat)
- SMIL (eine Auszeichnungssprache für zeitsynchronisierte, multimediale Inhalte)
- Speex (ein Audioformat für Stimmen)
- JCAMP-DX (für Molekülspektroskopie)[6]
- Theora (ein Videoformat)
- TrueCrypt (ein Containerformat für verschlüsselte Datenträger)
- Vorbis (ein Audioformat)
- XML (eine Beschreibungssprache)
- XSPF (ein Wiedergabelistenformat)